# Ludwig Recken
Ludwig Recken (* 15. Dezember 1855 in Kempen, Kreis Viersen; † 25. August 1945 in Stadthagen), römisch-katholisch, war ein Geheimer Baurat und Politiker (Zentrum).

## Beruf und Leben
Der Kempener wurde 1892 Leiter der Meliorationsbauinspektion Hannover, wechselte 1906 als meliorationstechnischer Assistent ins Oberpräsidium und amtierte als Baurat für sämtliche Bezirksregierungen in der Provinz. 1922 wurde er gleichfalls Oberfischermeister für die Provinz, ein Ehrenamt, das er auch nach der Pensionierung weiter ausübte. Er war ein persönlicher Bekannte des Zentrumsführers Ludwig Windthorst, der in Hannover lebte, wo Recken mit zu Aufbau der Zentrumsorganisation beitrug. 1941 lebte Recken als Verwalter auf dem Gut Schäferhof in Propsthagen-Stadthagen.

## Politische Ämter
Der Baurat wurde 1920 zum Vorsitzender der Zentrumspartei Hannover und Umgebung gewählt und war seit spätestens 1925 Mitglied des Provinzialvorstandes seiner Partei für die Provinz Hannover, was er bis 1929 blieb. 1925 kam er zugleich als ein Vertreter der Zentrumspartei der Provinz Hannover in den Reichsausschuss (Reichsvorstand) der Zentrumspartei, wo er ebenfalls bis mindestens 1929 amtierte. 1928 wurde er zum 2. Schriftführer im Vorstand der Zentrumspartei des Wahlkreises Südhannover gewählt.
Ludwig Recken gehörte von November 1925 bis Ende 1929 dem hannoverschen Provinziallandtag für den Wahlkreis Hannover-Stadt an und fungierte von 1926 bis 1930 als stellvertretender Bevollmächtigter zum Reichsrat für die Provinz Hannover. 1928 nahm er als hannoverscher Delegierter am Zentrumsparteitag in Köln teil, auf der es zu einer Kampfabstimmung über den neuen Parteivorsitzenden kam. 1929 legte Recken aus Altersgründen den Parteivorsitz für Groß-Hannover nieder und verzichtete auf eine erneute Nominierung für die Provinziallandtagswahl. Sein Nachfolger im Amt des Zentrumsvorsitzenden der Stadt Hannover, Dr. Bernhard Pfad, rückte zugleich für ihn in den Provinziallandtag ein und übernahm ebenfalls dessen Sitz im hannoverschen Zentrumsvorstand.